# Nouhoum Koné (football)
Pour les articles homonymes, voir Koné.
Nouhoum Toumani Koné  est un footballeur malien, né le 18 septembre 1982. Il évolue au milieu de terrain au ASO Chlef. 
Ce joueur formé dans les clubs français  de l'AS Angoulême, du Racing Club de Paris ou de l'ES Troyes a porté ensuite successivement les couleurs  de l'AS Real Bamako & du MC Alger.

## Carrière de joueur
- 1999-2001 : AS Angoulême-Charente 92  France
- 2001-2002 : RC Paris  France
- 2002-2003 : ES Troyes AC  France
- 2003-2003 : AS Real Bamako  Mali
- 2004-2004 : Nontron  France
- 2005-2007 : MC Alger  Algérie
- 2006-2007 : ASO Chlef  Algérie
- 2007-2008 : FC Baden Suisse

## Palmarès
- International malien